# Rizal
Rizal é um província de  primeira classe de renda da província (d) na região Calabarzon (Região IV-A), nas Filipinas. De acordo com o censo de 1 de maio  de  2020, possui uma população de 3 330 143 pessoas e 784 402 domicílios.
A sua capital é Antipolo.

## Subdivisões
Municípios
- Angono
- Baras
- Binangonan
- Cainta
- Cardona
- Jalajala
- Morong
- Pililla
- Rodriguez
- San Mateo
- Tanay
- Taytay
- Teresa

Cidade
- Antipolo